# 斯科特丘亞普 (亞利桑那州)
斯科特丘亞普（英語：Sikort Chuapo）是位於美國亞利桑那州皮馬縣的一個非建制地區。該地的面積和人口皆未知。

## 地理
斯科特丘亞普的座標為32°18′55″N 112°40′19″W / 32.31528°N 112.67194°W，而該地的平均海拔高度為580米（即1903英尺）。